# 埃利奥·莫迪利亚尼
埃利奥·莫迪利亚尼（Elio Modigliani，1860年—1932年）为意大利人类学家、动物学家和植物采集者。1886年至1894年，他对苏门答腊岛及其西部海岸的许多岛屿进行了考察。1891年4月25日，埃利奥·莫迪利亚尼造访恩加诺岛。他在其1893年出版的著作《女人岛》（L'Isola delle Donne）中详细介绍了恩加诺岛的女系氏族文化。